# Calomyscus baluchi
Calomyscus baluchi är en däggdjursart som beskrevs av Thomas 1920. Calomyscus baluchi ingår i släktet mushamstrar, och familjen hamsterartade gnagare. IUCN kategoriserar arten globalt som livskraftig. Inga underarter finns listade i Catalogue of Life.
Artepitet i det vetenskapliga namnet är latin och syftar på utbredningen i regionen Baluchistan (även afghanska och iranska delar).
Arten når en kroppslängd (huvud och bål) av 73 till 97 mm, en svanslängd av 63 till 102 cm samt en vikt av 15 till 30 g. Det finns två färgvarianter för pälsen. Den första är sandfärgad och den andra är tanfärgad. Undersidan har en vitaktig färg.
Denna gnagare förekommer i Afghanistan och Pakistan och kanske i angränsande områden av Kina. Den vistas i låglandet och i kulliga områden upp till 600 meter över havet. Habitatet är halvöknar eller andra torra landskap med några buskar.
Individerna vilar i underjordiska bon eller i bergssprickor. De bildar där kolonier. Arten äter olika växtdelar som gräs, frön, ekollon, unga skott och blommor. Exemplaren lever utanför parningstiden sällan tillsammans men ibland registreras flera individer i samma område. Några exemplar kan dela bo. Calomyscus baluchi är under varma månader nattaktiv. Under kyligare tider kan den även vara aktiv under gryningen och skymningen. Arten har bra klättrigsförmåga på stenar och klippor. Den håller ingen vinterdvala men det antas att den under korta tider (cirka en dag) intar ett stelt tillstånd (torpor). Fortplantningen sker under de varma månaderna mellan våren och senhösten. En hona födde i april två ungar. Två andra honor var dräktiga med tre embryon.